# جمال وايت
جمال وايت (بالإنجليزية: Jamel White)‏ هو لاعب كرة قدم أمريكية ولاعب كرة القدم الكندية أمريكي، ولد في 11 فبراير 1978 في لوس أنجلوس في الولايات المتحدة.

## وصلات خارجية
- جمال وايت على موقع مرجع كرة القدم المحترفة.كوم (الإنجليزية)